# دانيال إبراهام (لاعب دوري الرغبي)
دانيال إبراهام (بالإنجليزية: Daniel Abraham)‏ هو لاعب دوري الرغبي أسترالي، ولد في 11 مارس 1981 في Belmont, New South Wales ‏ في أستراليا.